# Sonate pour violoncelle et piano no 2 de Brahms
Pour les articles homonymes, voir Sonate pour violoncelle et piano.
La Sonate pour violoncelle et piano no 2 en fa majeur opus 99 est la seconde et dernière sonate pour violoncelle et piano de Johannes Brahms. Composée en 1886 sur les rives du lac de Thoune, elle fut créée le 24 novembre 1886 par le violoncelliste Robert Hausmann et le compositeur au piano, à Vienne.
Elle a été écrite 24 ans après sa première sonate pour violoncelle et piano et est contemporaine de son troisième trio à cordes.

## Analyse de l'œuvre
1. Allegro vivace (en fa majeur, à 
)
2. Adagio affettuoso (en fa dièse majeur, à 
)
3. Allegro appassionato (en fa mineur, à 
, )
4. Allegro (en fa majeur)

La durée d'exécution est d'environ un peu moins d'une demi-heure.